# Розівка (Нововасилівська селищна громада)
Ро́зівка — село в Україні, у Нововасилівській селищній громаді Мелітопольського району Запорізької області. Населення становить 842 особи (2001). До 2020 року орган місцевого самоврядування — Розівська сільська рада.

## Географія
Село Розівка розташоване за 150 км від обласного центру, 42 км від районного центру, за 25 км на північний схід від смт Приазовське. Найближчі залізничні станції:  Світлодолинська (35 км) та Мелітополь (42 км). Селом тече майже пересохлий струмок з загатою.

## Історія
Село Розівка засновано 1925 року мешканцями навколишніх сіл та переселенцями з різних областей України.
19 травня 2016 року, на підставі розпорядження № 275 голови Запорізької обласної державної адміністрації, в селі Розівка вулиця Комінтерну отримала нову назву — вулиця Шевченка.
12 червня 2020 року, відповідно до розпорядження Кабінету Міністрів України № 713-р «Про визначення адміністративних центрів та затвердження територій територіальних громад Запорізької області», Розівська сільська рада об'єднана з Нововасилівською селищною громадою.
17 липня 2020 року, в результаті адміністративно-територіальної реформи та ліквідації Приазовського району, село увійшло до складу Мелітопольського району.
З початку російського вторгнення в Україну село тимчасово окуповане російськими загарбниками.

## Економіка
- ТОВ «Розівка».

## Об'єкти соціальної сфери
- Середня загальноосвітня шола.
- Дитячий дошкільний навчальний заклад.
- Амбулаторія.